# Fortissimo (Alberto Fortis)
Fortissimo è una compilation di Alberto Fortis, pubblicato nel 1991 dalla Philips.

## Tracce
Testi e musiche di Alberto Fortis.
1. A voi romani – 3:24
2. La sedia di lillà – 5:17
3. Milano e Vincenzo – 3:15
4. La nena del Salvador – 4:13
5. Settembre – 4:21
6. Angelo – 3:07
7. Marylin – 3:13
8. Nuda e senza seno – 3:41
9. Fragole infinite – 3:16
10. Ti dirò – 3:43
11. Svegliati amore con me – 4:38
12. La grande grotta – 4:27
13. L'uomo grande – 2:54
14. Il duomo di notte – 4:00
15. Dio volesse – 5:59
16. Due file – 3:42

Durata totale: 63:10